# Bang Min-ah
Bang Min-ah (hangul: 방민아), även känd under artistnamnet Minah (hangul: 민아), född 13 maj 1993 i Incheon, är en sydkoreansk sångerska och skådespelare.
Hon har varit medlem i den sydkoreanska tjejgruppen Girl's Day sedan gruppen debuterade 2010. Minah släppte sitt solo-debutalbum I Am a Woman Too den 16 mars 2015.

## Diskografi

### Album
| Albuminformation                                   | Topplacering          |
| Albuminformation                                   | Sydkorea (Gaon Chart) |
| -------------------------------------------------- | --------------------- |
| I Am a Woman Too (EP-skiva) - Släppt: 16 mars 2015 | 2                     |

### Singlar
| År   | Titel              | Topplacering          |
| År   | Titel              | Sydkorea (Gaon Chart) |
| ---- | ------------------ | --------------------- |
| 2015 | "I Am a Woman Too" | 15                    |

### Soundtrack
| År   | Titel                    | Topplacering          | Film/Serie           |
| År   | Titel                    | Sydkorea (Gaon Chart) | Film/Serie           |
| ---- | ------------------------ | --------------------- | -------------------- |
| 2010 | "Cracked the Moon"       | —                     | Argo                 |
| 2010 | "Only Once"              | —                     | Jungle Fish 2        |
| 2014 | "You, I"                 | —                     | Doctor Stranger      |
| 2014 | "I Will Be on Your Side" | —                     | Best Future          |
| 2014 | "Hear Me"                | —                     | Dad for Rent         |
| 2014 | "One Person"             | —                     | The King's Face      |
| 2015 | "No" (med Lee Min-hyuk)  | —                     | Sweet, Savage Family |
| 2016 | "My First Kiss"          | —                     | Beautiful Gong Shim  |

## Filmografi

### Film
| År   | Titel        | Roll |
| ---- | ------------ | ---- |
| 2013 | Holly        | Wani |
| 2014 | Dad for Rent | Bomi |

### TV-drama
| År   | Titel                | Kanal      | Roll         |
| ---- | -------------------- | ---------- | ------------ |
| 2011 | Roller Coaster       | tvN        | cameoroll    |
| 2011 | I Trusted Him        | MBC Every1 | cameoroll    |
| 2011 | Baby Faced Beauty    | KBS2       | cameoroll    |
| 2011 | Vampire Idol         | MBN        | Min-ah       |
| 2012 | Family               | KBS2       | cameoroll    |
| 2013 | Master's Sun         | SBS        | cameoroll    |
| 2013 | The Miracle          | SBS        | Cha Eun-sang |
| 2014 | The Best Future      | webbdrama  | Mi-rae       |
| 2015 | Sweet, Savage Family | MBC        | Baek Hyun-ji |
| 2016 | Beautiful Gong Shim  | SBS        | Gong Shim    |